# Climacoptera chorassanica
Climacoptera chorassanica är en amarantväxtart som beskrevs av U. P. Pratov. Climacoptera chorassanica ingår i släktet Climacoptera, och familjen amarantväxter. Inga underarter finns listade i Catalogue of Life.